# میگل سیفوئنتس
میگل سیفوئنتس (انگلیسی: Cifu؛ زادهٔ ۵ اکتبر ۱۹۹۰) بازیکن فوتبال اهل اسپانیا، معروف به سیفو، در پست دفاع راست برای باشگاه فوتبال یو‌ دی ایبیزا بازی می‌کند.

## فوتبال حرفه‌ای
میگل متولد زوجار، گرانادا، اندلس بدنیا آمد. در ژوئیه ۲۰۱۲ سیفو به الچه بازگشت و بر روی نیمکت ذخیره نشست.